# Dinheirosaure
El dinheirosaure (Dinheirosaurus, 'llangardaix de Porto Dinheiro') és un gènere representat per una única espècie de dinosaure sauròpode diplodòcid que va viure a la fi del període Juràssic, fa aproximadament 156 milions d'anys, durant el Kimeridgià, en el territori que avui correspon a Europa.
El gènere Dinheirosaurus deriva d'un diplodòcid més primitiu que el diplodoc que va evolucionar en un ambient separat, ja que, en aquella època, la península Ibèrica era una illa. Es considera pertanyent a la família Diplodocidae, però diferent dels gèneres Diplodocus i Apatosaurus.
Les restes de Dinheirosaurus es van localitzar entre el 1987 i el 1992 a la Formació de Porto Novo, a Lourinhã, a Portugal. Es van trobar juntament amb restes de Lourinhasaurus. S'ha proposat que tots dos gèneres corresponen, de fet, al mateix dinosaure, però es creu que aquest últim és un camarasàurid, i el Dinheirosaurus, un diplodòcid. Va ser descrit, el 1999, per Bonaparte i Mateus, que va donar nom al gènere a partir de la regió de Porto Dinheiro, al centre de Portugal, i a l'espècie, pel lloc concret on es va trobar.